# Kerrie Meares
Kerrie Meares (Blackwater, Queensland, 4 de setembre de 1982) és una ciclista australiana. Ha guanyat dues medalles als Campionats del Món en pista.
És germana de la també ciclista Anna Meares.

## Palmarès
- 2000
  -  Campiona del món júnior en 500 metres contrarellotge
- 2001
  -  Campiona d'Austràlia en 500 metres contrarellotge
  -  Campiona d'Austràlia en Velocitat
- 2002
  - Campiona als Jocs de la Commonwealth en 500 metres contrarellotge
  - Campiona als Jocs de la Commonwealth en Velocitat
  -  Campiona d'Austràlia en 500 metres contrarellotge
  -  Campiona d'Austràlia en Velocitat
- 2003
  - Campiona d'Oceania en Velocitat
  - Campiona d'Oceania en Velocitat per equips, amb Alexandra Bright i Anna Meares
  -  Campiona d'Austràlia en Velocitat
- 2004
  - Campiona d'Oceania 1 en 500 metres
  - Campiona d'Oceania 2 en 500 metres
  - Campiona d'Oceania 1 en keirin
  - Campiona d'Oceania 2 en keirin
  - Campiona d'Oceania en Velocitat
- 2005
  - Campiona d'Oceania en keirin
- 2006
  - Campiona d'Oceania en keirin
  - Campiona d'Oceania en Velocitat
  -  Campiona d'Austràlia en keirin
  -  Campiona d'Austràlia en Velocitat per equips
- 2007
  - Campiona d'Oceania en Velocitat per equips, amb Kaarle McCulloch
  -  Campiona d'Austràlia en Velocitat
  -  Campiona d'Austràlia en Velocitat per equips
- 2008
  - Campiona d'Oceania en Velocitat
  - Campiona d'Oceania en Velocitat per equips, amb Kaarle McCulloch
  -  Campiona d'Austràlia en Velocitat per equips
- 2009
  -  Campiona d'Austràlia en keirin
  -  Campiona d'Austràlia en Velocitat per equips

### Resultats a laCopa del Món
- 2003
  - 1a a Sydney, en Velocitat per equips
- 2006-2007
  - 1a a Sydney, en Velocitat per equips